# انبلا-ژودیاک
انبلا-ژودیاک (به فرانسوی: Anglars-Juillac) یک کمون در فرانسه است که در لو واقع شده‌است. انبلا-ژودیاک ۵٫۴۸ کیلومتر مربع مساحت دارد ۹۸ متر بالاتر از سطح دریا واقع شده‌است.